# Miguel Ángel García Pérez-Roldán
Miguel Ángel García Pérez-Roldán, genannt Corona (* 12. Februar 1981 in Talavera de la Reina) ist ein ehemaliger spanischer Fußballspieler, der zuletzt bei UD Almería in der spanischen Segunda División spielte.

## Spielerkarriere
Corona stammt aus der Jugend des spanischen Rekordmeister Real Madrid. Dort konnte er sich allerdings nicht durchsetzen, so dass er 2001 zum Erstligisten Real Saragossa wechselte. Dort stand er fünf Jahre lang von 2001 bis 2006 unter Vertrag, wurde jedoch auch zweimal an andere Verein verliehen. Das erste Leihgeschäft erfolgte in der Saison 2004/05, als er an den Zweitligisten Polideportivo Ejido ausgeliehen war, das zweite, als er Anfang 2006 für den Zweitligisten Albacete Balompié spielte.
Da er nie wirklich eine Chance in Saragossa bekam, wechselte der Mittelfeldspieler im Sommer 2006 endgültig und ging zum Zweitligisten UD Almería. Mit den Andalusiern konnte er 2007 souverän den Aufstieg in die Primera División erreichen. 2011 musste man für zwei Jahre wieder in die Segunda División absteigen, ehe man 2013 wieder für zwei Jahre in die Primera División aufsteigen konnte. Nach dem erneuten Abstieg Almerías 2015 wechselte er nach Australien zu Brisbane Roar. Bereits nach einem Jahr in Brisbane kehrte er im Sommer 2016 zu Almería zurück.

## Erfolge
Mit Real Saragossa
- Copa del Rey: 2000/01, 2003/04
- Aufstieg in die Primera División: 2002/03

Mit UD Almería
- Aufstieg in die Primera División: 2006/07, 2012/13